# Station Vesoul
Station Vesoul is een spoorwegstation in de Franse gemeente Vesoul.